# جنیفر هادسن
جنیفر کیت هادسن (به انگلیسی: Jennifer Kate Hudson) (زادهٔ ۱۲ سپتامبر ۱۹۸۱) بازیگر، خواننده و مدل آمریکایی است.

## زندگی هنری
نخستین باری که مورد توجه قرار همگان قرار گرفت، زمانی بود که به فینال سومین فصل مجموعه تلویزیونی شبکه فاکس به نام امریکن آیدل راه یافت. او پس از اینکه به خاطر نقش‌آفرینی در فیلم دختران رؤیایی، چندین جایزه به‌دست‌آورد، تبدیل به یک ستاره شد. جایزه‌ها شامل جایزه اسکار بهترین بازیگر نقش مکمل زن در هفتاد و نهمین اسکار، جایزه جایزه گلدن گلوب برای بهترین بازیگر نقش مکمل زن، «جایزه صنف بازیگران سینما» و «جایزه آکادمی فیلم و هنرهای تلویزیونی بریتانیا» بودند. او همچنین در فیلم سه کله‌پوک و موجودات بالدار بازی کرده‌است.

## حادثه خانوادگی
در ۲۴ اکتبر ۲۰۰۸، مادر ۵۷ ساله و برادر ۲۹ ساله‌اش در خانه مادرش در شیکاگو با ضربه گلوله به قتل رسیدند.

## بخشی از فیلمشناسی
| سال | نام فیلم      | نقش | یادداشت |
| --- | ------------- | --- | --- |
|     | دختران رؤیایی |     | جایزه اسکار بهترین بازیگر نقش مکمل زن جایزه گلدن گلوب بهترین بازیگر نقش مکمل زن جایزه صنف بازیگران سینما جایزه بفتا |
|     | سه کله‌پوک     |     | |
|     | ولادت سیاه    |     | |